# Phacusa
Phacusa is een geslacht van vlinders van de familie bloeddrupjes (Zygaenidae), uit de onderfamilie Procridinae.

## Soorten
- P. birmana (Oberthür, 1894)
- P. chalcobasis Hampson, 1919
- P. discoidalis (Swinhoe, 1903)
- P. dolosa Walker, 1856
- P. inermis (Alberti, 1954)
- P. khasiana (Moore, 1879)
- P. manilensis Hampson, 1919
- P. nicobarica Hampson, 1919
- P. paracybele (Alberti, 1954)
- P. properta (Swinhoe, 1890)
- P. subtilis Hering, 1925
- P. tenebrosa Walker, 1854
- P. tonkinensis Alberti, 1954